# Empleado público de España
El empleado público de España es la categoría que engloba al personal de la Administración Pública de España, sea este personal funcionario de carrera, funcionario interino, personal laboral (fijo o temporal) y personal eventual.
En el desarrollo de las funciones que ostenta la Administración Pública en España (en adelante AP o AAPP) necesita de personas físicas para su ejercicio. Estas conforman hoy en día órganos y unidades al servicio de ella. Dicho personal se caracteriza por su condición heterogénea y por su amplitud, por ello podemos hacer una clasificación y distinción de todos ellos.

## Clasificación actual
- Personal fijo:
  - Funcionario de carrera: Son empleados públicos, lo que en España vulgarmente se denomina funcionario, y poseen un vínculo estatutario hacia la administración de forma permanente. Se rigen por el Estatuto Básico del Empleado Público (EBEP).
  - Personal laboral fijo: Son empleados públicos y poseen un vínculo laboral (contractual) permanente con las AAPP. Se rigen por el Estatuto de los Trabajadores, por el Estatuto Básico del Empleado Público (EBEP) y convenios propios.
  - Personal Estatutario fijo: Son empleados públicos que tienen un vínculo especial con la Administración, pues se rigen por un Estatuto propio, la Ley 55/2003, de 16 de diciembre, no por el EBEP ni el ET. La mayoría del Personal Estatutario pertenece al Sistema Nacional de Salud, aunque hay otros (Fuerzas Armadas, parlamentos,...). Se debe destacar que este personal, al igual que el funcionario, está sometido al Derecho Administrativo y no al Derecho Laboral.
- Personal temporal: Funcionario interino, Personal Estatutario temporal, Personal laboral temporal y Personal laboral indefinido. Son empleados públicos cuyo vínculo con la administración es temporal, en todos los casos hasta que los puestos que ostentan sean ocupados o amortizados por parte de la AP. Distinguir el tipo de vínculo para cada uno de ellos es de vital importancia para su entendimiento. Los funcionarios interinos y estatutario interino poseen un carácter estatutario temporal y el personal laboral temporal uno contractual-laboral. El personal laboral indefinido es un caso muy especial: Este personal es aquel que, mediante sentencia o reconocimiento administrativo, ha conseguido la plaza porque la Administración Pública los contrató con fraude de Ley. Debería ser personal laboral fijo, pero el Tribunal Supremo los ha equiparado a los funcionarios interino porque no han obtenido la plaza respetando los principios de igualdad, mérito y capacidad.
- Personal político o personal eventual: Son empleados públicos especiales y poseen un vínculo temporal de carácter eventual con la AP. El acceso se realiza por concurso de libre designación. Realizan funciones de asesoramiento y de confianza a un cargo político determinado, que podrá destituirlos libremente. La extensión de su cargo no durará más que el tiempo qué esté en la AP el cargo político al que presten asesoramiento.
- No son empleados públicos:
  - Políticos o gobernantes: No son empleados públicos dado que su elección la realiza el pueblo español haciendo uso de su poder democrático, pero nos vemos obligados a conocerlos dado que a pesar de no ser empleados públicos sí que realizan una labor para la administración.
  - Personas o empresas que son contratadas por la administración para desempeñar funciones públicas (que se suelen denominar usualmente como asistencias técnicas): No son empleados públicos y su vínculo con la administración es contractual. Realizan labores específicas para las AAPP dado que éstas no disponen de puestos con igual labor que la realizada por alguna de estas personas.
  - Personal directivo: Se trata de personal, que puede ser o no empleado público, cuyas funciones son la alta dirección en unidades más o menos amplias de una administración. Su vínculo con las AAPP estará basado en un Estatuto específico.

Esta clasificación responde a un planteamiento de la función pública sostenida por el autor de la doctrina Parada Vázquez quien la consideraba como el conjunto de personas a disposición de las AAPP que tienen a su cargo las funciones y servicios públicos.

## Clasificación según el Estatuto Básico del Empleado Público
El RDL 5/2015 de 30 octubre, del Estatuto Básico del Empleado Público (en adelante EBEP) en su título II establece las clases de personal al servicio de las administraciones públicas.
A) Concepto y clases de empleados públicos.
1. Son empleados públicos quienes desempeñen funciones retribuidas en las AAPP al servicio de los intereses generales.
2. Los empleados públicos se clasifican en:

a. Funcionarios de carrera
b. Funcionarios interinos
c. Personal laboral, ya sea fijo, por tiempo indefinido o temporal
d. Personal eventual
B) Personal directivo
1. Es personal directivo el que desarrolla funciones directivas profesionales en las AAPP, definidas como tales en las normas específicas de cada Administración.

## Acceso a la función pública
La condición de funcionario de carrera se adquiere por el cumplimiento sucesivo de los siguientes requisitos:
1. Superación del proceso selectivo.
2. Nombramiento por el órgano o autoridad competente, que será publicado en el Diario Oficial correspondiente. No podrán ser funcionarios y quedarán sin efecto las actuaciones relativas a quienes no acrediten, una vez superado el proceso selectivo, que reúnen los requisitos y condiciones exigidos en la convocatoria.
3. Acto de acatamiento de la Constitución y, en su caso, del Estatuto de Autonomía correspondiente y del resto del Ordenamiento Jurídico.
4. Toma de posesión dentro del plazo que se establezca.

Para acceder a la administración se debe pasar una serie de pruebas constitucionales que respeten los principios de igualdad, mérito, capacidad y publicidad+ (art.23 y 149.1.18 de la CE). Dichas pruebas se clasifican en:
- Oposición: pruebas escritas, orales con carácter teórico o práctico sin importar el número que demuestren los conocimientos requeridos para el puesto al que se opta.
- Concurso: valoración de méritos (formación, experiencia, etc)
- Concurso-Oposición: se trata de una combinación de ambas, en la que se miden los conocimientos y se valorarán los méritos y el procedimiento por defecto. En ningún caso la puntuación obtenida en la fase de concurso podrá aplicarse para superar los ejercicios de la fase de oposición.

## Oferta de empleo público (OPE)
Las necesidades de recursos humanos, con asignación presupuestaria, que deban proveerse mediante la incorporación de personal de nuevo ingreso serán objeto de la Oferta de empleo público como instrumento de gestión de la provisión de las necesidades de personal, lo que comportará la obligación de convocar los correspondientes procesos selectivos para las plazas comprometidas y hasta un diez por cien adicional, fijando el plazo máximo para la convocatoria de los mismos. En todo caso, la ejecución de la oferta de empleo público deberá desarrollarse dentro del plazo improrrogable de tres años.
La Oferta de empleo público se aprobará anualmente por los órganos de Gobierno de los poderes públicos, deberá ser publicada en el Diario oficial correspondiente. Previamente, debe negociarse con los representantes sindicales en todo lo referente a su preparación y diseño, así como en lo que respecta a sus criterios generales.

## Grupos de clasificación
Según el EBEP, en su artículo 76, la clasificación profesional del funcionario de carrera es:
- Grupo A, dividido en dos subgrupos A1 y A2.

Se exigirá estar en posesión del título de Grado y la clasificación de cada subgrupo estará en función la responsabilidad y características del puesto.
- Grupo B

Se exigirá el título de Técnico Superior.
- Grupo C, dividido en dos subgrupos C1 y C2.

C1: Se exigirá el título de Bachillerato o de Técnico.
C2: Se exigirá título de graduado en ESO.
En ésta nueva clasificación se ha eliminado las equivalencias con algunos de los grupos anteriores.

## Número de empleados públicos
De acuerdo al Boletín Estadístico del Personal al servicio de las Administraciones Públicas, realizado por el Ministerio para la Transformación Digital y de la Función Pública, a 1 de enero de 2025 había los siguientes empleados públicos:
| Administración        | Personal funcionario de carrera | Personal laboral | Otros   | Total     |
| --------------------- | ------------------------------- | ---------------- | ------- | --------- |
| Estado                | 421 142                         | 82 497           | 35 618  | 539 257   |
| Comunidades Autónomas | 988 712                         | 252 422          | 662 107 | 1 903 241 |
| Administración Local  | 224 656                         | 275 507          | 94 771  | 594 934   |
| Total                 | 1 634 510                       | 610 426          | 792 496 | 3 037 432 |